# Dąb skalny

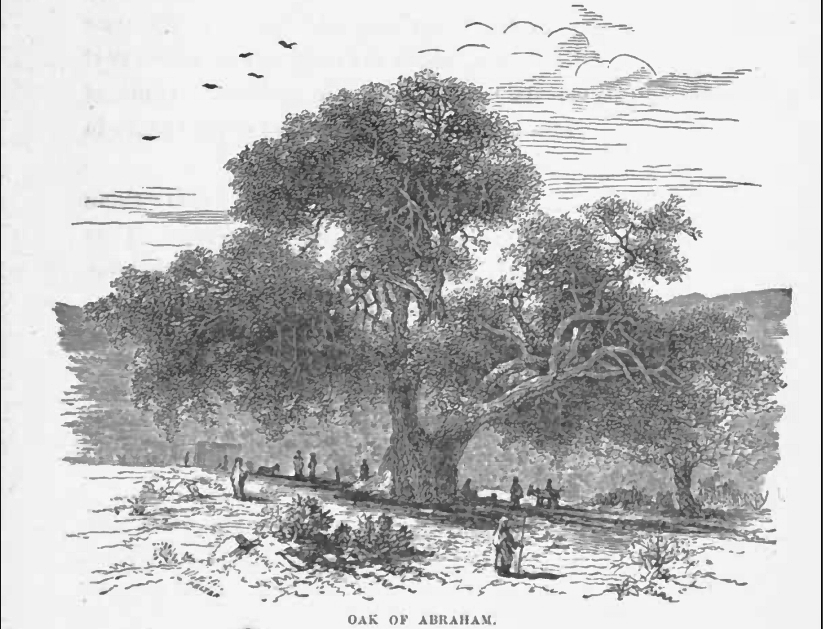
Dąb Abrahama w 1887

Dąb skalny, dąb kermesowy (Quercus coccifera L.) – gatunek rośliny z rodziny bukowatych (Fagaceae). Naturalnie występuje w strefie śródziemnomorskiej: w Afryce Północnej (Algieria, Tunezja, Libia, Maroko), Europie Południowej (Portugalia, Hiszpania, Francja, Albania, Bośnia i Hercegowina, Bułgaria, Chorwacja, Grecja (włącznie z Kretą), Włochy (na Sycylii i Sardynii). Macedonia i Czarnogóra) oraz w Azji Zachodniej (Cypr, Izrael, Jordania, Liban, Syria, Turcja).

## Morfologia i biologia
Zimozielone drzewo lub krzew o wysokości do 10 m i obwodzie pnia do 3 m. Liście sztywne, błyszczące, ciemnozielone i mają kolczaste ząbki na brzegach. Kwitnie od lutego do kwietnia. Roślina jednopienna: na tym samym drzewie występują zebrane w kotki kwiaty męskie i kwiaty żeńskie. Owalne żołędzie mają długość 2 cm i średnicę 1,5 cm i osadzone są w miseczkach pokrytych kolczastymi łuskami. Dojrzewają w 18 miesięcy po zapyleniu. Osiąga pionowy zasięg do 1200 m n.p.m. rośnie w lasach, zaroślach, półpustyniach. Występuje głównie na glebach kamienistych, na podłożu wapienno-dolomitowym, szczególnie na czerwonych glebach terra rossa.

## Zastosowanie
Na dębie skalnym i dębie tabor pasożytują podobne do czerwców owady Kermes ilicis. Z rozdrobnionych samic tych owadów w starożytności otrzymywano barwnik szkarłatowy, karmazynowy i purpurowy. Według L. Heppera barwników tych użyto do farbowania płócien, z których wykonany był Przybytek Mojżeszowy.

## Udział w kulturze
- W Biblii dąb wymieniony jest 22 razy, bez rozróżnienia gatunku[6]. W Izraelu występują trzy gatunki dębów: dąb tabor, dąb skalny i podgatunek Quercus infectoria subsp. veneris (A.Kern.) Meikle, wszystkie więc należy uważać za rośliny biblijne. M. Zohary, znawca roślin biblijnych uważa, że w tłumaczeniach Biblii popełniono wiele błędów nie rozróżniając hebrajskich słów `ëlôn i ’allôn oznaczających dąb, od słowa `ëlä (h), które oznacza pistację (terebinta)[7].
- Najbardziej znanym w Biblii dębem jest Dąb Abrahama, o którym Księga Rodzaju 13,18) pisze: „Abraham zwinął swe namioty i przybył pod Hebron, gdzie były dęby Mamre”. W okolicach Hebronu rośnie bardzo stary okaz dębu skalnego, który miejscowa ludność uznaje za „dąb Abrahama”[7]. Był on chroniony prawnie, w 1998 r. jednak ostatecznie obumarł. Obok niego rośnie młodsze drzewo tego gatunku, które w przyszłości przejmie rolę dębu Abrahama[8].
- W Księdze Rodzaju (35,8) jest opis, że pod dębem Allon – bakut (w tłumaczeniu dąb płaczu)  pochowano Deborę, która była piastunką Rebeki. W Biblii Tysiąclecia błędnie przetłumaczono to jako terebint płaczu[7].
- Biblia wymienia dąb rosnący w Saananim, w ważnym punkcie granicznym oddzielającym ziemie plemienia Neftalego. Tutaj to samo słowo allon zostało w Biblii Tysiąclecia prawidłowo przetłumaczone jako dąb[7].

## Galeria

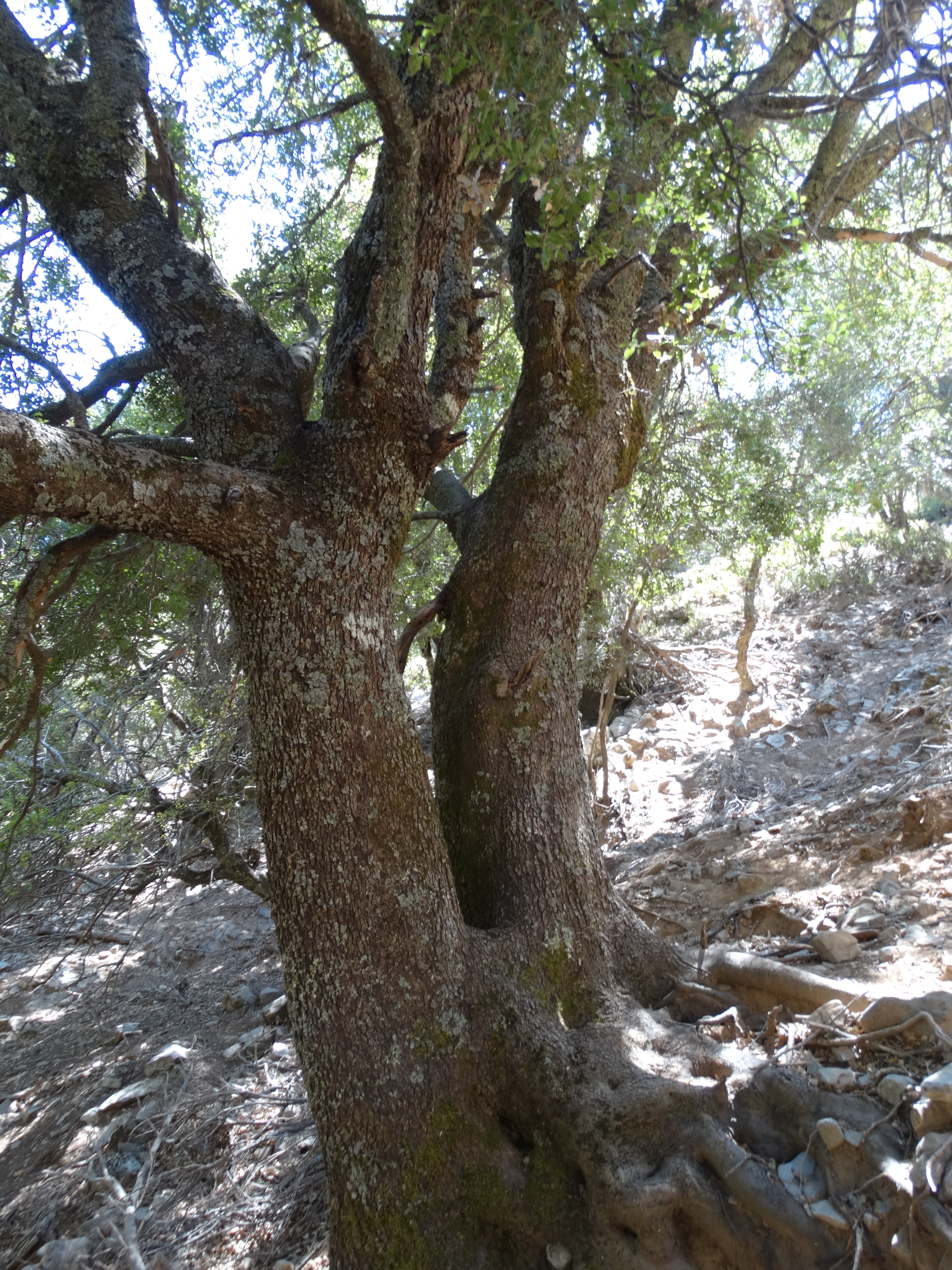
Okaz drzewiasty w Górach Białych na Krecie - las klonu wieczniezielonego Acer sempervirens i cyprysu wieczniezielonego Cupressus sempervirens z udziałem dębu skalnego Quercus coccifera i brzostownicy kreteńskiej Zelkova abelicea w otoczeniu Płaskowyżu Omalos (ok. 1200 m n.p.m.)
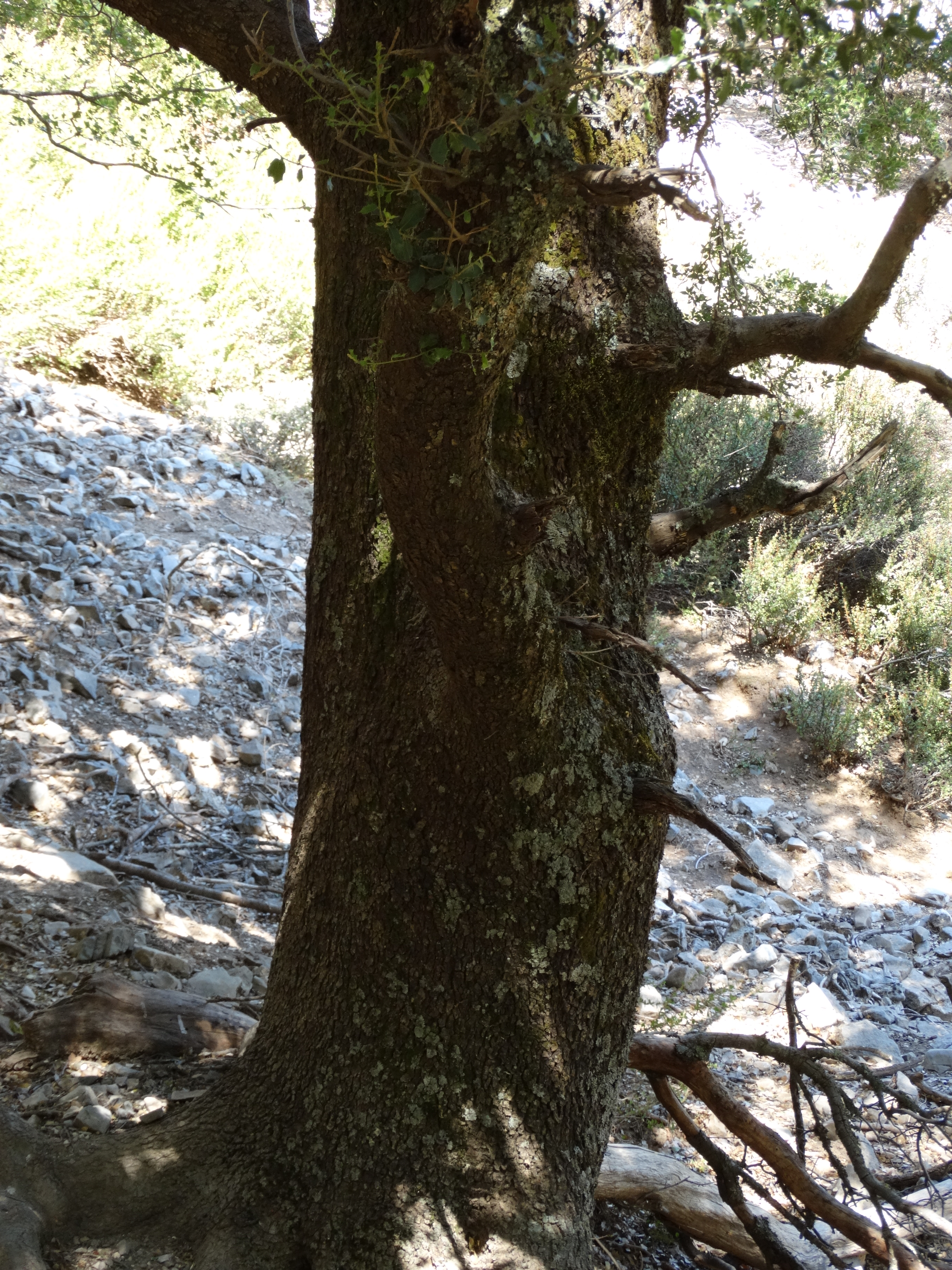
Gruby okaz drzewiasty (Kreta, Omalos, ok. 1200 m n.p.m.)
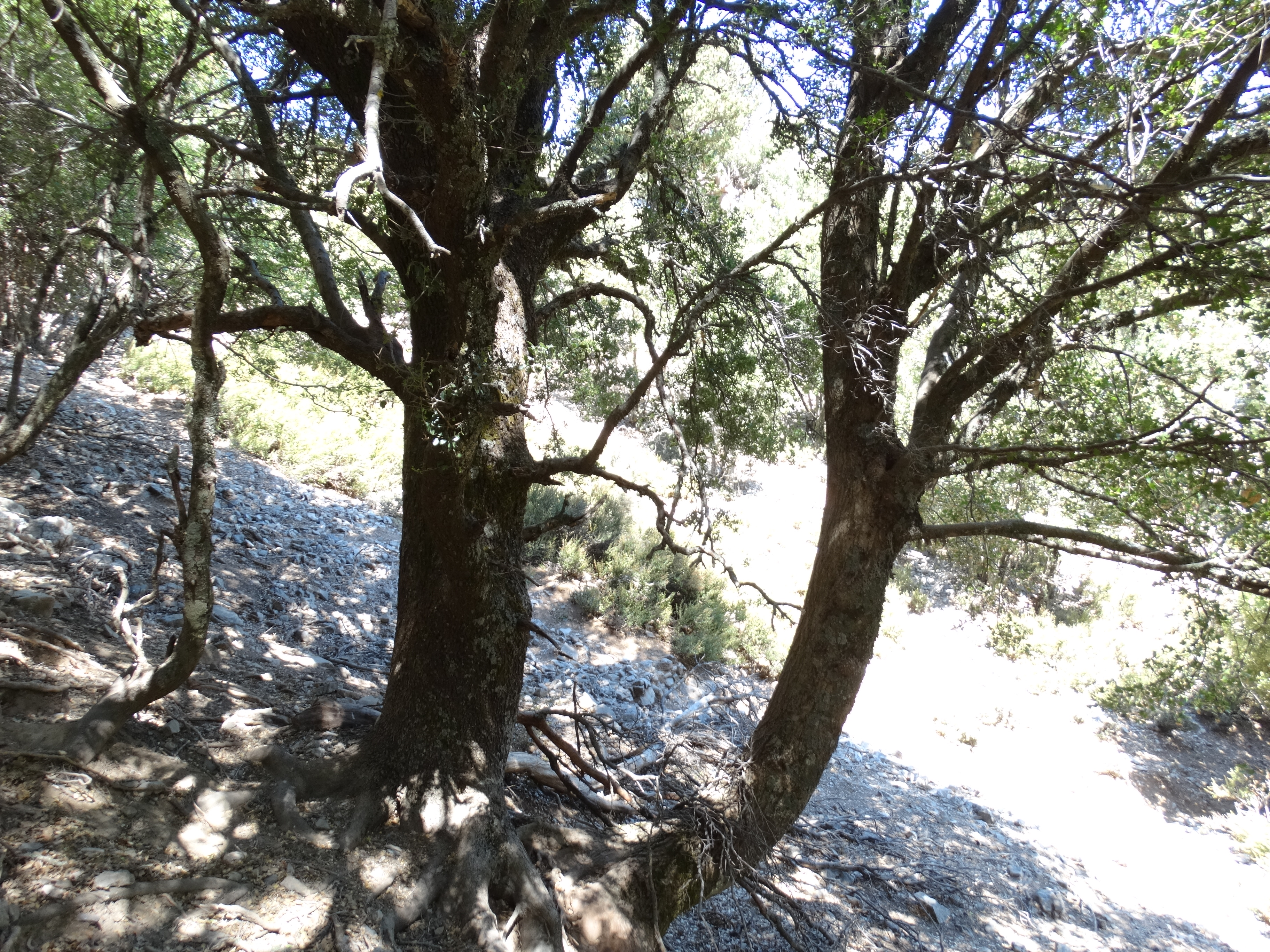
okazy drzewiaste (Kreta, Omalos, ok. 1200 m n.p.m.)
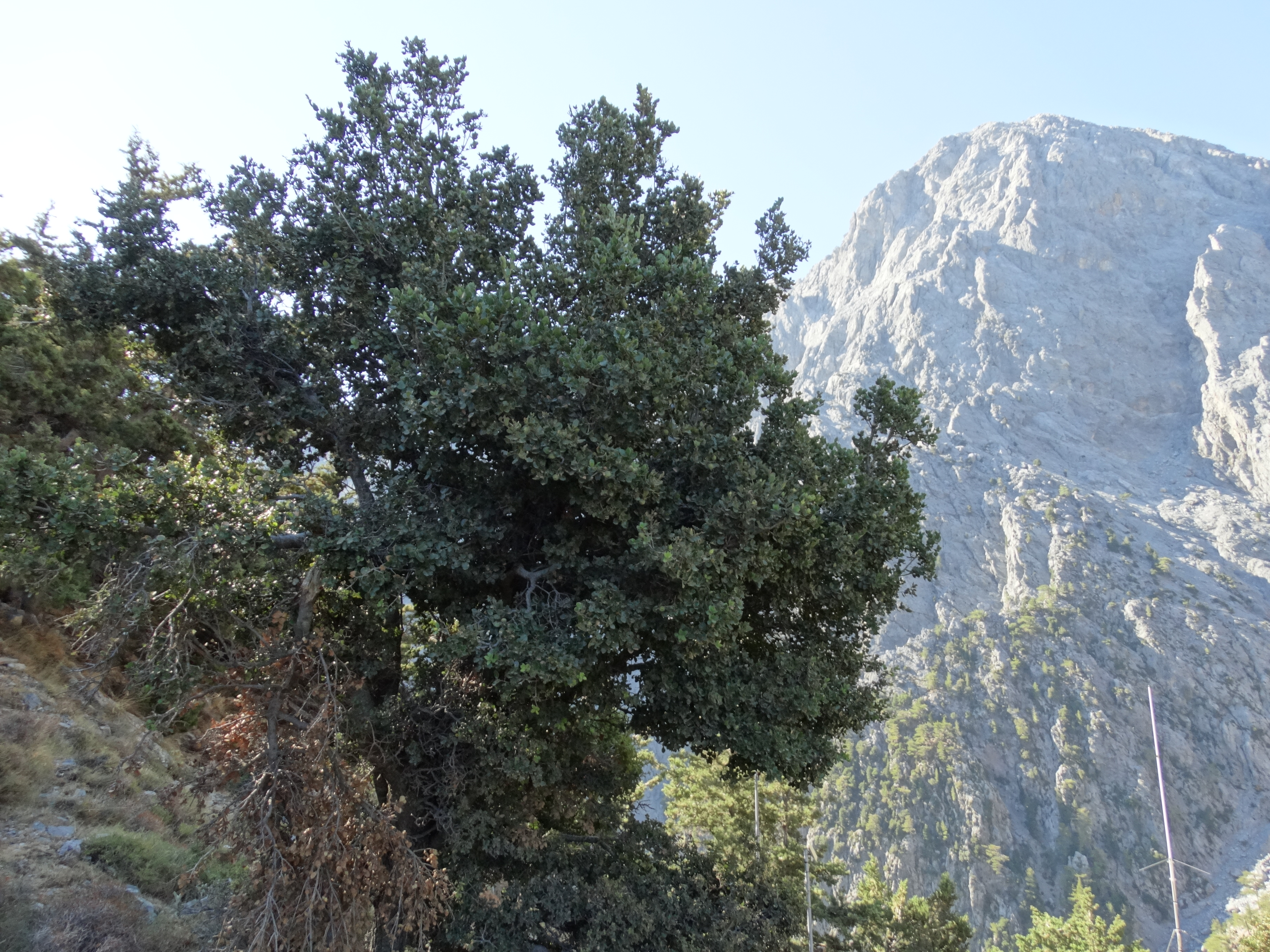
w strefie górnej granicy lasu (Kreta, Xyloskalo, ok. 1350 m n.p.m.)
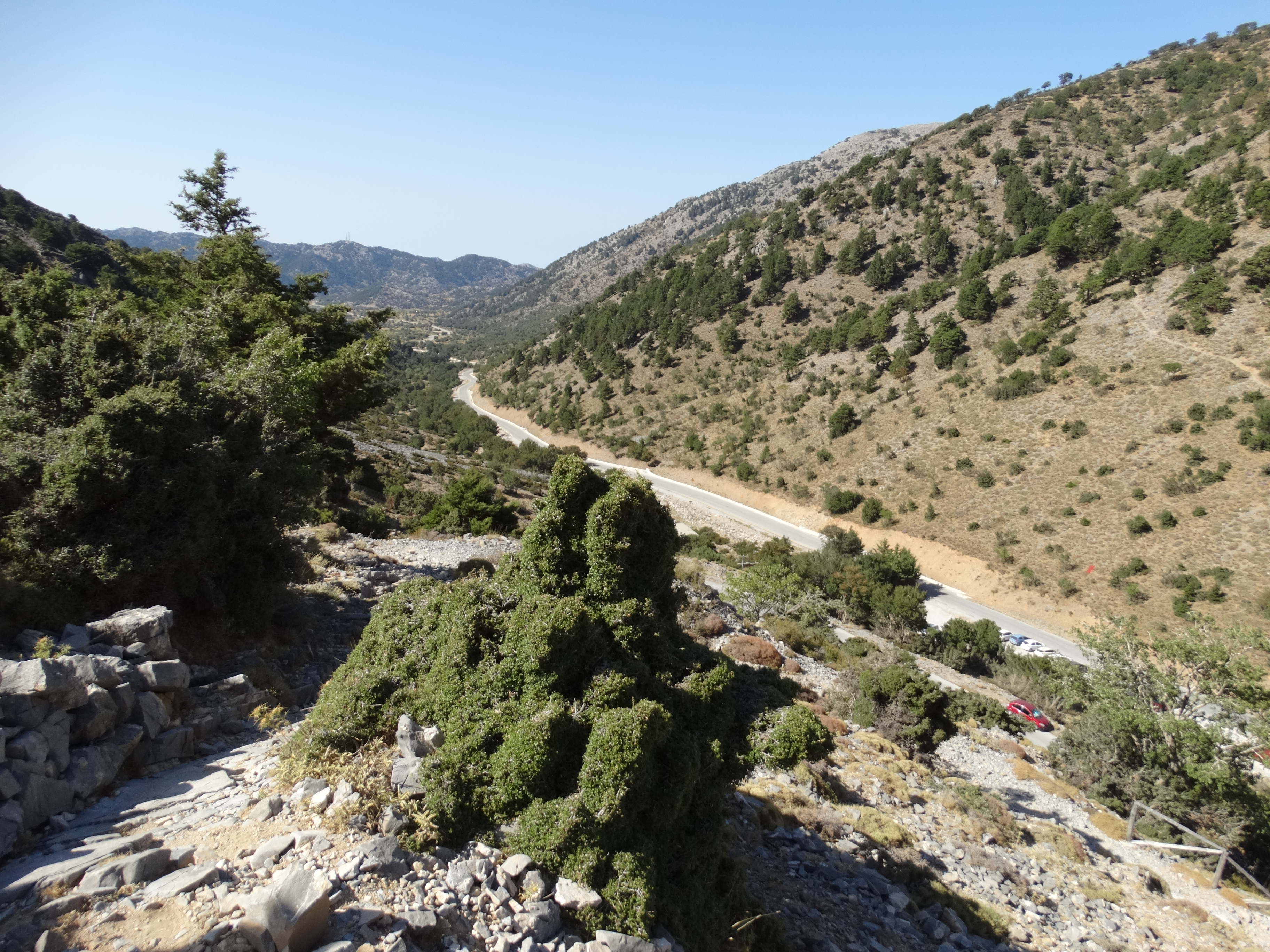
krzewiasta forma pastwiskowa - spasana przez kozy i owce (Kreta, Omalos, ok. 1200 m n.p.m.)
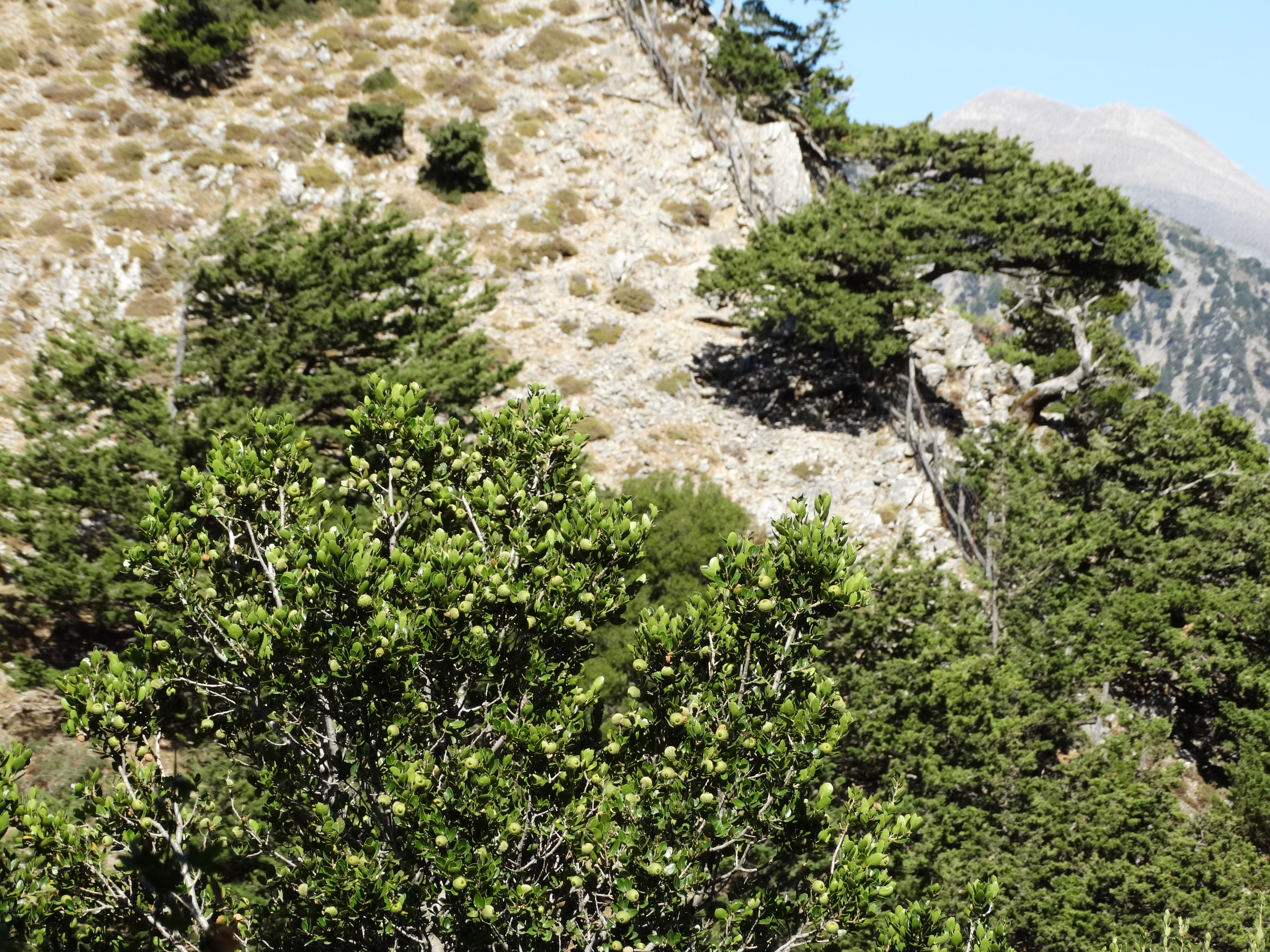
na pierwszym planie - Quercus coccifera w strefie górnej granicy lasu, w tle cyprysy wieczniezielone Cupressus sempervirens (Kreta, Xyloskalo, ok. 1350 m n.p.m.)
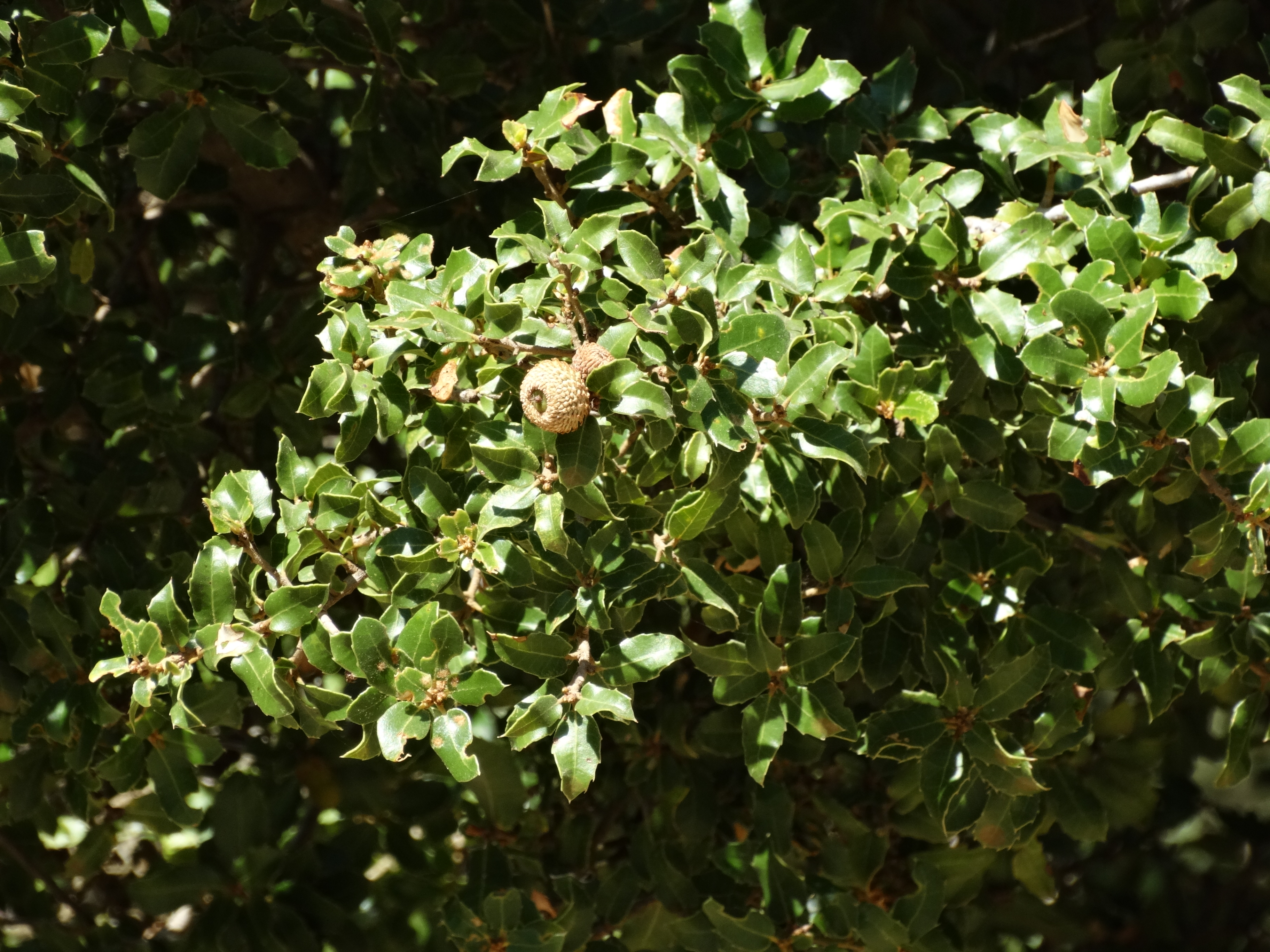
ulistnienie i owoce (Kreta, Omalos, ok. 1200 m n.p.m.)
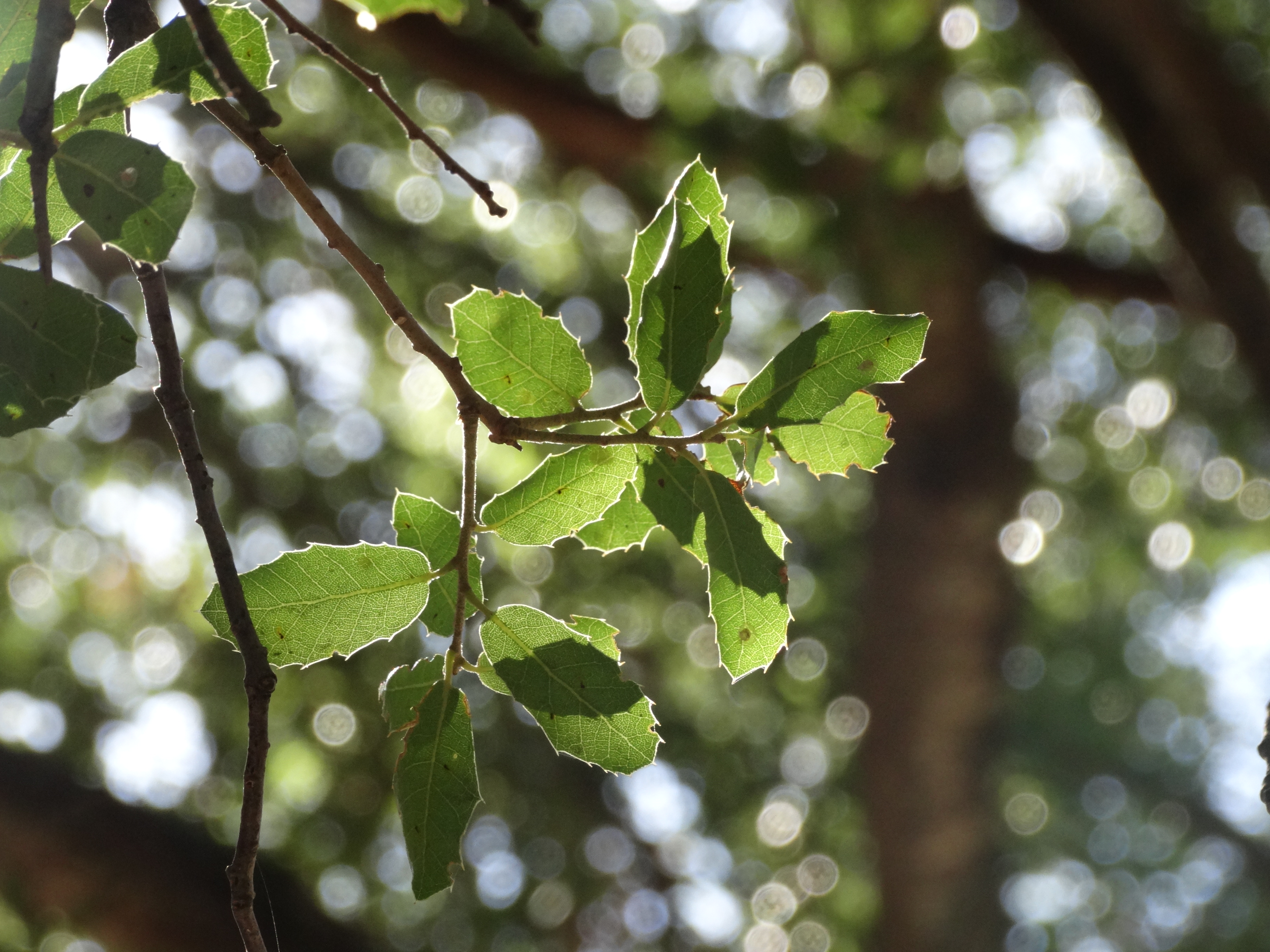
ulistnienie (Kreta, Omalos, ok. 1200 m n.p.m.)
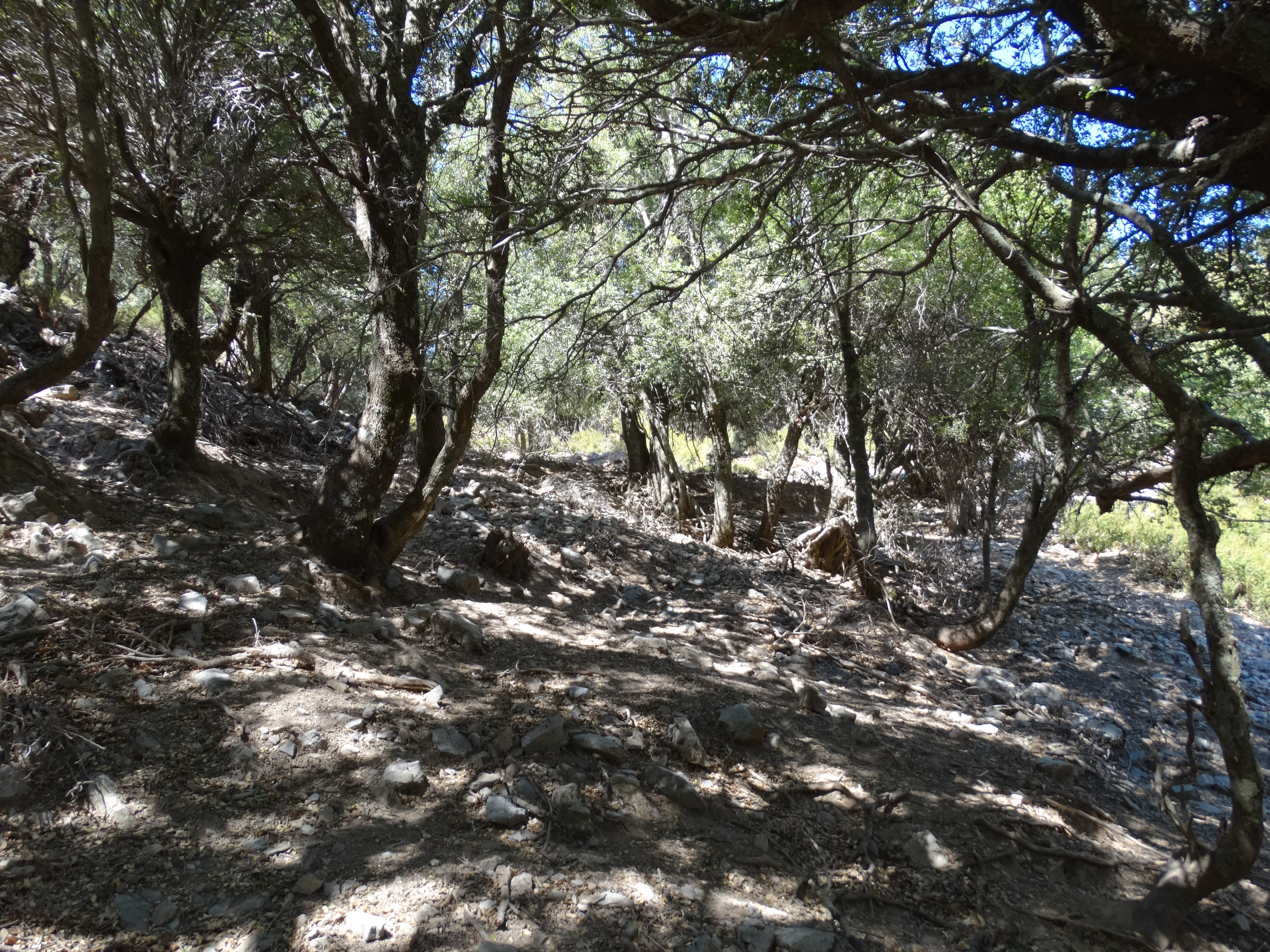
Las klonu wieczniezielonego Acer sempervirens i cyprysu wieczniezielonego Cupressus sempervirens z dużym udziałem dębu skalnego Quercus coccifera i brzostownicy kreteńskiej Zelkova abelicea (Kreta, Omalos, ok. 1200 m n.p.m.)
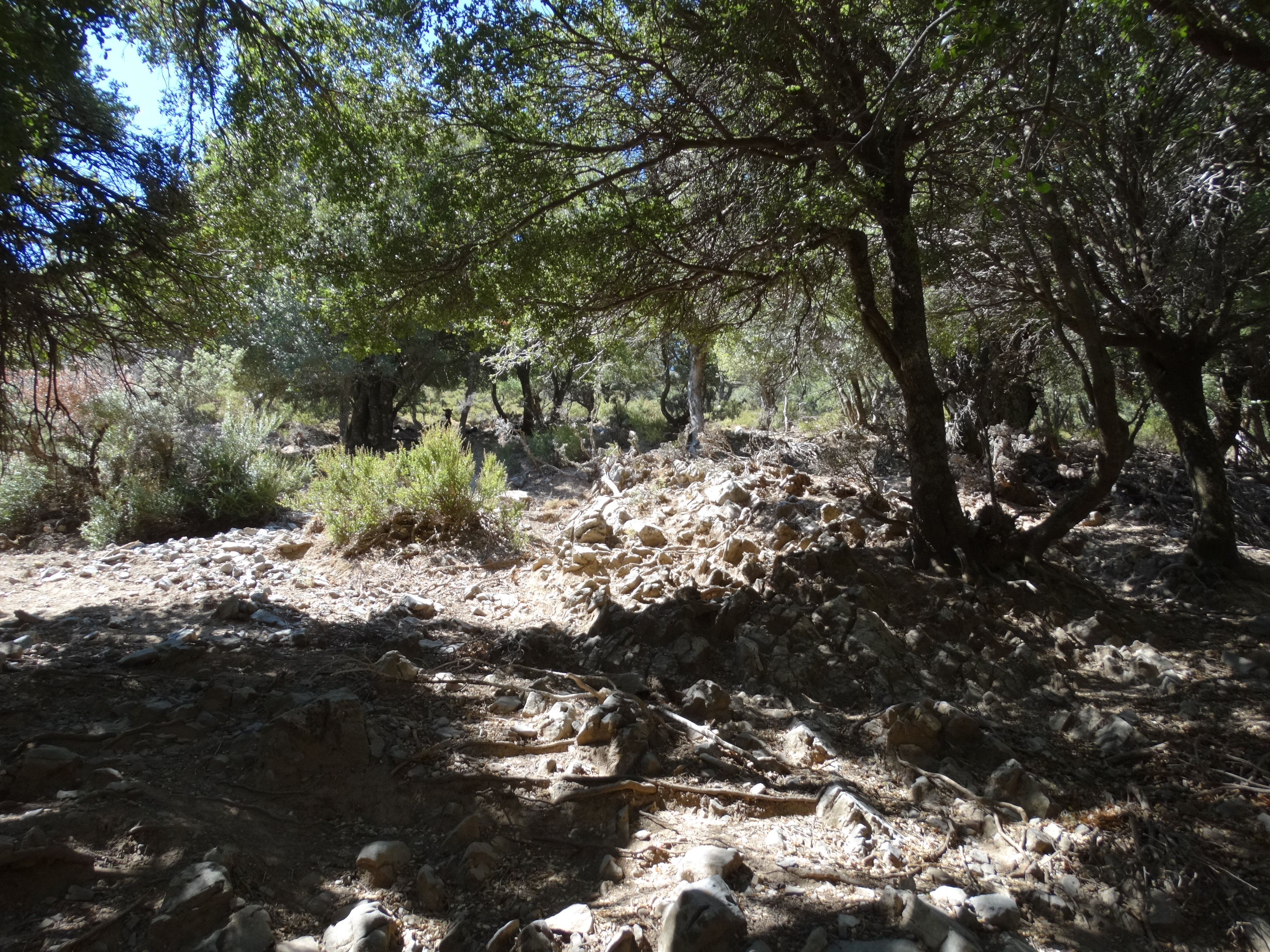
Las klonu wieczniezielonego Acer sempervirens i cyprysu wieczniezielonego Cupressus sempervirens z dużym udziałem dębu skalnego Quercus coccifera i brzostownicy kreteńskiej Zelkova abelicea (Kreta, Omalos, ok. 1200 m n.p.m.)